# TI-89
TI-89和TI-89 Titanium是德州仪器开发的图形计算器。

## TI-89
TI-89是德州仪器公司于1998年开发的一款图形计算器。该图形计算器配有160×100像素分辨率的液晶屏和闪存。

## TI-89 Titanium
TI-89 Titanium作為TI-89的後繼者于2004年夏天发布。